# Elaeocarpus ledermannii
Elaeocarpus ledermannii är en tvåhjärtbladig växtart som beskrevs av Schlechter. Elaeocarpus ledermannii ingår i släktet Elaeocarpus och familjen Elaeocarpaceae. Inga underarter finns listade i Catalogue of Life.